# Lliga argentina d'hoquei sobre patins masculina
La Lliga argentina d'hoquei patins masculina, conegut com a Liga Nacional Argentina A-1 és la competició d'hoquei sobre patins de l'Argentina. Es disputa des de l'any 1994 i l'equip amb més títols és el Olímpia Patín Club amb 6 títols.

## Historial
- 1994: Concepción PC
- 1995: Unión VT
- 1996: Olímpia PC
- 1997: Olímpia PC
- 1998: Concepción PC
- 1999: UD Bancaria
- 2000: Olímpia PC
- 2001: Olímpia PC
- 2002: Unión VT
- 2003: Unión VT
- 2004: Olímpia PC
- 2005: Olímpia PC
- 2006: CDU Estudantil
- 2007: Concepción PC
- 2008: Unión SJ
- 2009: Unión VT
- 2010: Unión VT
- 2011: Centro Valenciano
- 2012: Andes Talleres
- 2013: Petroleros YPF
- 2014: Richet Zapata
- 2015: Richet Zapata
- 2016: Concepción PC
- 2017: Centro Valenciano

## Palmarès
- 6 títols: Olímpia Patín Club
- 5 títols: Unión Vecinal de Trinidad i Concepción Patín Club
- 2 títols: Richet Zapata i Centro Valenciano
- 1 títol: Club Unión Deportiva Bancaria, Club Deportivo Unión Estudiantil, Club Atlético Unión San Juan, Andes Talleres Sport Club i Club Petroleros YPF